# عرقوب (عماليق)
عرقوب: هو رجل من العماليق (العمالقة)، في الْجَاهِلِيَّةِ القديمة قبل الإسلام بقرون عديدة، وقبل سيدنا موسى، كان مشهوراً بإخلافه للوعود، فقد كان يعد الناس ولا يفي بوعده.
ومَوَاعِيدُ عُرْقُوب: نسبة الموعد إلى اِسْمُه ويُضْرَبُ بِهِ الْمَثَلُ فِي الْخُلْفِ بِالوَعْدِ وَبالْمَوْعِدِ. يُـقال: مواعيدهُ مواعيدُ عُرْقوب.

## القصة
كان لعرقوب أخ طلب منه إعانتَه، فقال عرقوب: إذا أَطْـلَـعَـت هذه النخلة (أي نبت لها نُـوّارها، وهو الطلع) فلك حملها. فلما أخرجت «طلعها» أتاه، فقال له: دعها حتى تصير «بلحاً»، فلما أبلحت أتاه فقال له: دعها حتى تصير «زهْواً»، فلما أزْهَت قال له: دعها حتى تصير "رُطباً"، فلما أرْطبت قال له: دعها حتى تصير «تمراً»، فلما أتمرت، قام عرقوب بجذّها (أي قطف تمرها) بالليل قبل أن يأتي أخوه في الصباح، فلما جاء أخوه في الصباح ليأخذ التمر لم يجد شيئاً. ولهذا قالوا فيه: «مواعيدَ عرقوب». فأصبح عرقوب - ولايزال - مَضرِبَ المثل بالمطل وعدم الوفاء:
«أمْطلُ من عرقوب»، و«أخلفُ من عرقوب»، و«مواعيدَ عرقوب أخاه بيثرب».

ولم يكن ذلك فحسبُ، فقد جادتْ قرائحُ الشُّعراء في وصْفِ الواقعة قال الشاعر: 
وذكر القصةَ الشاعرُ كعب بن زهير في قصيدته الشهيرة في مدح النبيِّ ﷺ والتي مطلعها:
ثمّ قال:
وفيه يقول الأشجعي :
فأصبحَ يُقال: «مواعيدَ عرقوب»، مثَلًا لكل ما لا يصح من المواعيد.